# LGBT práva v Súdánu

Duhová mapa Súdánu

Lesby, gayové, bisexuálové a translidé (LGBT) se v Súdánu setkávají s právními komplikacemi neznámými pro většinové obyvatelstvo. Přestože se již aktivně neuplatňuje, je trest smrti za mužské homosexuální jednání stále zmiňován v súdánských právních pramenech.

## Zákony týkající se stejnopohlavní sexuální aktivity
Stejnopohlavní sexuální aktivita je v Súdánu ilegální. Trestní zákon z r. 1991 říká následující:
Článek 19.Pokusem se myslí jednání, které zjevně indikuje záměr spáchat nedokončený trestný čin, a které je konané v souladu s pachatelovou vůlí.
Článek 20. (1) Kdo se pokusí spáchat trestný čin, bude potrestán odnětím svobody v maximální délce trvání jedné poloviny trestu ukládaným za takový trestný čin...
 (2) Tam, kde se za trestný čin ukládá smrt ... se pokus o spáchání trestného činu trestá odnětím svobody v maximální délce trvání sedmi let.
Článek 148. (1) Má se za to, že sodomie se může dopustit každý muž, který penetruje svým genitálem nebo jeho napodobeninou do análního trestu ... jiného muže, nebo umožní jinému muži penetrovat svůj anální trakt jeho genitálem nebo jeho napodobeninou.
(2) (a) Kdo spáchá trestný čin sodomie, bude potrestán 
 sto ranami bičem nebo odnětím svobody v maximální délce trvání pěti let;
(b) pokud se pachatel dopustil trestného činu podruhé, bude potrestán sto ranami bičem a odnětím svobody v maximální délce trvání pěti let.;
 (c) pokud se pachatel dopustil trestného činu potřetí, bude potrestán doživotním odnětím svobody nebo smrtí.
Článek 151. (1) Má se za to, že hrubé obscénnosti se může dopustit kdokoli ... kdo má nepřirozený pohlavní styk s jinou osobou, který nesplňuje kritéria ... sodomie ... bude potrestán maximálně čtyřiceti ranami bičem nebo odnětím svobody v maximální délce trvání jednoho roku nebo peněžitým trestem.
(2) Je-li trestný čin hrubé obscénnosti spáchán na veřejném prostranstvím ... je pachatel potrestán maximálně osmdesáti ranami bičem, odnětím svobody v maximální délce trvání dvou let nebo peněžitým trestem.
Článek 152. (1) Kdo spáchá na veřejném prostranství akt, hrubým způsobem naruší veřejnou morálku, obleká se nemravně či amorálně, svojí povahou urážející veřejné cítění, bude potrestán maximálně čtyřiceti ranami bičem, penětitým trestem, nebo obojím.
(2) Za odporující veřejné morálce se považuje veškeré chování, které hanobí náboženství nebo zvyklosti země, ve které k němu dochází.

## Domorodé kmeny Nuba ve 30. letech
Na konci 30. let psal africký etnolog Siegfried Frederick Nadel o domorodých kmenech Nuba.
Ve svých spisech se zmiňuje o Otoro, speciální roli transvestitismu, kdy se muži oblékají, a žijí jako ženy. Transvestitická homosexualita se také objevila u kmenů Moru, Nyima a Tira a byly zaznamenány také sňatky z rozumu mezi korongskými londo a mesakinskými tubele výměnou za věno a jednu kozu.
U mužských členů kmenů Korongo a Mesakin zaznamenal Nadel všeobecnou nechuť opustit pohodlí svého tábora a jít pracovat do lomů za účelem postavení trvalých osídlení.

Oba kmeny si obecně zakládali na přesvědčení, že manželství a pohlavní život oslabují fyzickou sílu. ... Mladí ženatí muži ... pak stráví čtyři až pět nocí se svými manželkami ve vesnici, pak se vracejí na čtrnáct dní až měsíc do dobytčího tábora... Obecně vztato vám řeknou, že život ve vesnici nesnášejí. Potkal jsem čtyřicet až padesát místních domorodců, kteří raději trávili většinu nocí s mladými lidmi v dobytčím táboře, než ve vesnici. ... Za tou nechutí k manželskému a dospělému životu stojí kromě sekundárních požitků z táborového života a mužské společnosti také primární strach ze sexu coby ničitele mužnosti. Sexem nemyslím ten v pomíjivém fyzickém smyslu - inkontinence dospívajících těchto kmenů jej vylučuje - ale sex transformovaný do stálých citů, spirituality (lásky) a socializace (manželství). Psychologickou hloubkou tohoto antagonismu se zabývat nebudeme. Dovolte mi na závěr poukázat na dvě klíčové věci: za prvé mluvíme o matriarchální společnosti, tedy společnosti, ve které není mužský prvek v popředí zájmu. Za druhé s matriarchální společností pak úzce souvisí větší důraz na mužské společníky, tedy i na abnormálně široce rozšířenou homosexualitu a transvestitismus.:s.299–300

## Sociální postoje
Homosexuální vztahy mají různorodý status podle náboženských komunit. V r. 2006 Abrahám Mayom Athiaan, biskup v Jižním Súdánu, způsobil poprask v Súdánské episkopální církvi, když řekl, že vedení církve není dostatečně schopné tvrdě odsuzovat homosexualitu.
Zpráva Ministerstva zahraničí Spojených států amerických z r. 2011, oddělení lidských práv, shledala následující

Súdánské právo a zákony sodomii trestají ...; nicméně nezaznamenali jsme žádné případy aplikování zákonů proti sodomii. Není známo, že by v zemi působily nějaké lesbické, gay, bisexuální nebo transgender (LGBT) organizace. Úřední homofobní a transfobní diskriminace se zde vyskytujed. I sociální diskriminace LGBT osob je rozšířená. Byly zaznamenány i případy samozvaných soudců vymáhajících právo a pořádek pronásledováním homosexuálních mužů a žen na vlastní pěst. Také se zde uskutečnilo několik demonstrací proti homosexualitě.

První LGBT asociace Rainbow Sudan  byla založená 9. února 2012. Její zakladatel známý pod krycím jménem Mohamed řekl:

Nápad založit Sudan Rainbow mi dali mí drazí přátelé. My všichni jsme se rozhodli začít pracovat na tomto projektu, který by mohl pomoci nejen mě, ale i mnoha dalším lidem. Nyní spolupracuje jak online, tak i offline, s několika dalšími organizacemi. Podařilo se nám zformovat malou sociální síť pro lidi, kteří se v rámci svých možností zabývají problematikou LGBTQ, a které se snažíme učit bojovat s diskriminací a s aktivismem za uznávání našich práv. Zabýváme se i sexuální výchovou, psychologickou a emoční podporou a ochranou.

## Souhrnný přehled
| Legální stejnopohlavní styk                                                             | (Trest: Bičování, až 10 let vězení) |
| Stejný věk legální způsobilosti k pohlavnímu styku pro obě orientace                    | No                                  |
| Anti-diskriminační zákony v zaměstnání                                                  | No                                  |
| Anti-diskriminační zákony v přístupu ke zboží a službám                                 | No                                  |
| Anti-diskriminační zákony v ostatních oblastech (homofobní urážky, zločiny z nenávisti) | No                                  |
| Stejnopohlavní manželství                                                               | No                                  |
| Jiná forma stejnopohlavního soužití                                                     | No                                  |
| Adopce dítěte partnera                                                                  | No                                  |
| Společná adopce dětí stejnopohlavními páry                                              | No                                  |
| LGBT lidé smějí otevřeně sloužit v armádě                                               | No                                  |
| Možnost změny pohlaví                                                                   | No                                  |
| Přístup k umělému oplodnění pro lesbické ženy                                           | No                                  |
| Náhradní mateřství pro gay páry                                                         | No                                  |
| MSM smějí darovat krev                                                                  | No                                  |